# Sint-Michielskerk (Terlanen)

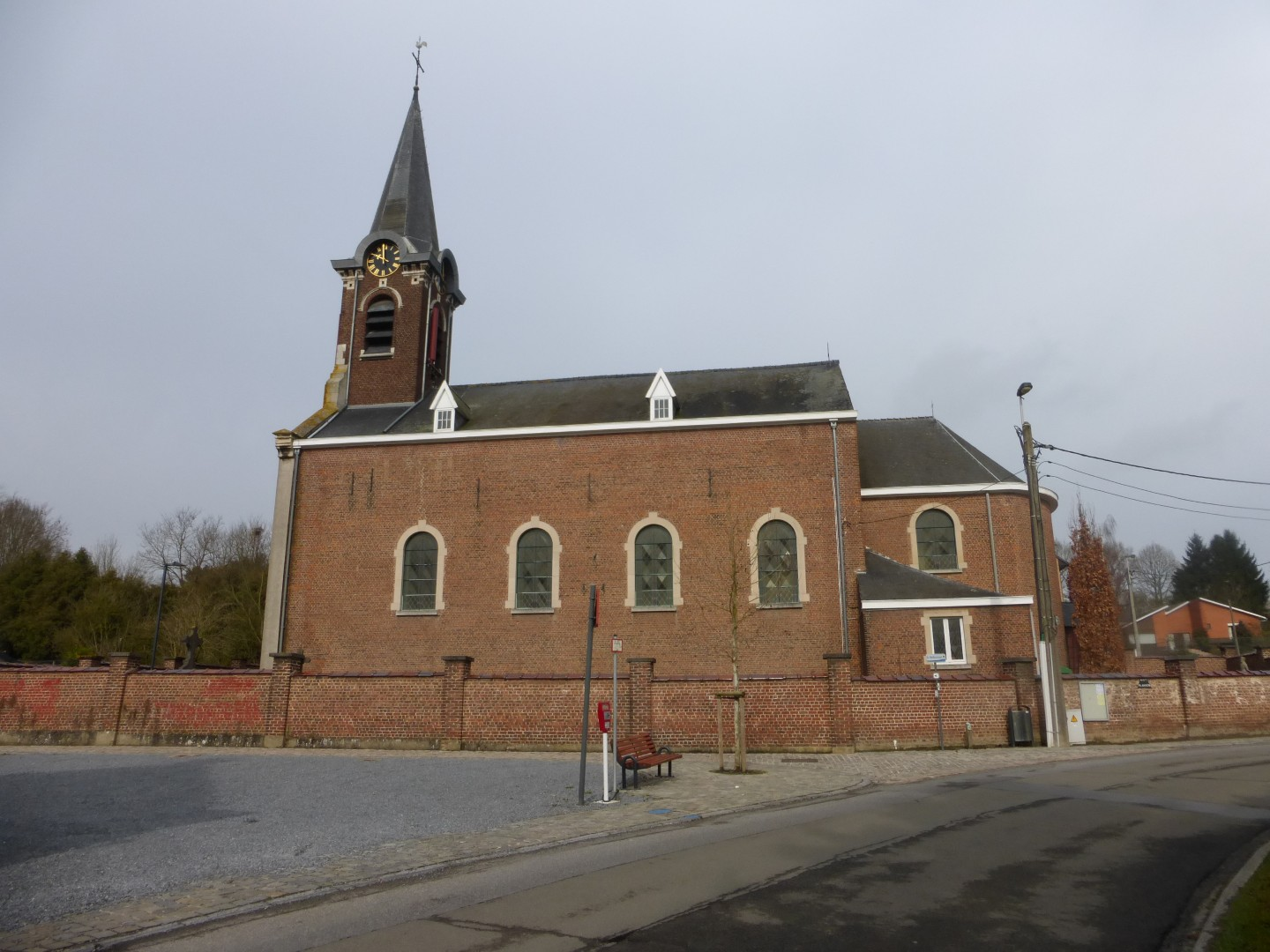
Sint-Michielskerk

De Sint-Michielskerk is de parochiekerk van de tot de Vlaams-Brabantse gemeente Overijse behorende plaats Terlanen, gelegen aan de Kapelleweg.

## Geschiedenis
Een kapel in Terlanen zou omstreeks 1400 gebouwd kunnen zijn en werd in de loop van de 15e eeuw voor het eerst vermeld. De daaraan verbonden kapelanie was afhankelijk van de Abdij van Hertogendal. De diensten werden door een onderpastoor van Overijse uitgevoerd.
Van 1838-1840 werd de huidige kerk gebouwd. De oude kapel werd gesloopt en op de plaats daarvan werd later een gemeenteschool opgericht. De torenspits kwam pas in 1870 gereed.

## Gebouw
Het betreft een sober bakstenen neoclassicistisch bouwwerk met ingebouwde toren en halfronde apsis, dat naar het noordoosten is georiënteerd. De kerk heeft rondboogvensters.
De kerk wordt omringd door een kerkhof.

## Interieur
Het neogotisch hoofdaltaar is van 1912. Biechtstoelen en preekstoel zijn van 1838.